# Bărcănești (okręg Vâlcea)
Bărcănești – wieś w Rumunii, w okręgu Vâlcea, w gminie Stănești. W 2011 roku liczyła 134 mieszkańców.